# Friedrich Kiesler

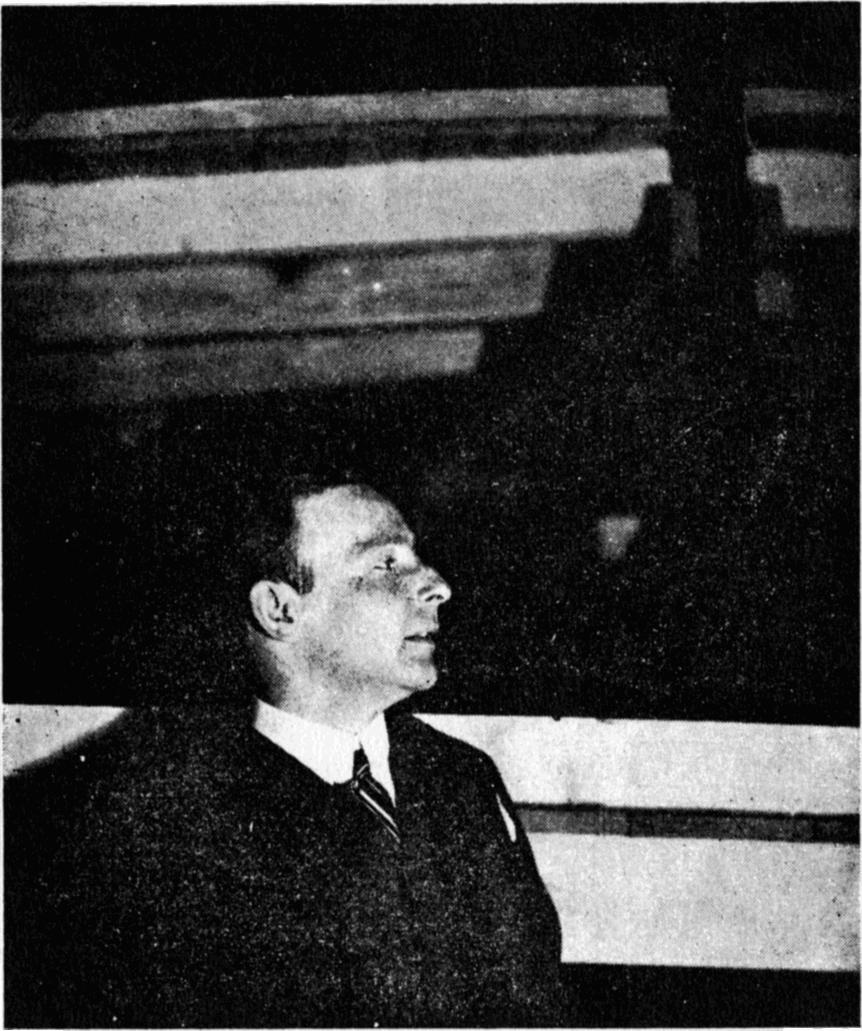
F.Kiesler in Wenen 1924

Friedrich "Frederick" Kiesler (Czernowitz, 22 september 1890 - New York, 27 december 1965) was een Oostenrijks-Amerikaans architect, podiumontwerper, artiest en theoreticus.  
Kiesler studeerde van 1908 tot 1912, eerst aan de Technische Universiteit Wenen, vervolgens aan de Academie van beeldende kunsten in Wenen. Kiesler maakte een tijd deel uit van van de De Stijl-beweging. In 1926 verhuisde hij naar New York.
Kiesler is een van de architecten van de Schrijn van het Boek in Jeruzalem, het onderdeel van het Israel Museum waarin de Dode Zee-rollen worden tentoongesteld.
- Bibsys: 90318983
- Biblioteca Nacional de España: XX1247771
- Bibliothèque nationale de France: cb122155713 (data)
- Catàleg d'autoritats de noms i títols de Catalunya: 981058513437706706
- CiNii: DA0793794X
- Digitale Bibliotheek voor de Nederlandse Letteren: kies012
- Gemeinsame Normdatei: 118970364
- International Standard Name Identifier: 0000 0001 0778 6649
- Library of Congress Control Number: n82004203
- Nationale Bibliotheek van Letland: 000219555
- Bibliotheek van het Japanse parlement: 00620932
- Nationale Bibliotheek van Tsjechië: xx0087940
- Nationale bibliotheek van Australië: 35264801
- Nationale Bibliotheek van Israël: 987007273759205171
- Nationale Bibliotheek van Polen: a0000002453187
- Nationale en Universitaire bibliotheek Zagreb: 000198450
- Nederlandse Thesaurus van Auteursnamen: 069626138
- PIC: 30949
- Réseau des bibliothèques de Suisse occidentale: 02-A003453310
- RKD-Nederlands Instituut voor Kunstgeschiedenis: 87393
- SNAC: w6201wfd
- Système universitaire de documentation: 030816505
- Trove: 888628
- Union List of Artist Names: 500031038
- Virtual International Authority File: 24651477
- WorldCat: E39PBJjdkwMxmv4g7t3tdmj9jC